# Учение «Волга»
Учение «Волга» — учение Сухопутных войск, проведённое в Советском Союзе на полигоне Новая Земля в сентябре 1961 года. В учение испытывались оперативно-тактические ракеты Р-11М с ядерными зарядами. Руководил учением генерал-полковник И. М. Пырский. Пуски ракет проводились 10 и 13 сентября.

## Испытания
Стартовая позиция ракет находилась в районе Рогачево, а опытное поле — на восточном берегу губы Чёрной. Пуски ракет проводились по мишенной обстановке опытного поля на котором находилась различная военная техника. Мишенная обстановка состояла из колонны грузовых автомобилей, участка взлётно-посадочной полосы, баллистических и крылатых ракет. Перед пуском ракет с ядерными зарядами были проведены пристрелочные пуски тренировочно-боевых ракет без ядерных зарядов, они состоялись 5 и 6 сентября.
- Первый пуск состоялся 10 сентября 1961 года, ракета взорвалась над центром мишенной обстановки на высоте 390 м, поразив цель. Энерговыделение составило 12 кт. Мощность взрыва оказалась немного больше ожидаемой. В этот же день, в другой части полигона, были проведены испытания водородной бомбы с энерговыделением 2,7 мт.
- Второй пуск был произведён 13 сентября 1961 года, на этот раз ракета взорвалась на высоте 250 м, как и планировалось, мишенная обстановка была уничтожена. Энерговыделение — 6 кт. Мощность взрыва была меньше номинальной, а пониженная высота взрыва объяснялась желанием сравнить поражающие факторы двух взрывов на разных высотах. Из за пониженной высоты взрыва на опытном поле образовалось радиоактивное заражение, опытное поле было законсервировано и больше на нём испытаний не проводилось.